# Brianhuntleya
Brianhuntleya (лат.) — небольшой род суккулентных растений семейства Аизовые (Aizoaceae), произрастающий на территории Капской провинции ЮАР.

## Название
Родовое латинское название дано в честь Брайана Хантли, южноафриканского эксперта по биоразнообразию и профессора ботаники Кейптаунского университета.

## Таксономия
С 2003 года род Brianhuntleya состоял из одного вида — Brianhuntleya intrusa, который ранее был классифицирован как вид рода Рушия (Ruschia). Позже к этому роду были добавлены еще два вида.
Brianhuntleya Chess., S.A.Hammer & I.Oliv., первое упоминание в Bothalia 33: 161 (2003).

### Виды
Подтвержденные виды (3) по данным сайта Plants of the World Online на 2023 год:
- Brianhuntleya intrusa (Kensit) Chess., S.A.Hammer & I.Oliv.
- Brianhuntleya purpureostyla (L.Bolus) H.E.K.Hartmann
- Brianhuntleya quarcicola (H.E.K.Hartmann) H.E.K.Hartmann